# Sågeviksdammen
Sågeviksdammen är en sjö i Jönköpings kommun i Småland och ingår i Nissans huvudavrinningsområde. Sjön är 3 meter djup, har en yta på 0,136 kvadratkilometer och befinner sig 209,5 meter över havet. Sjön avvattnas av vattendraget Kattån. Sjön har sitt största tilllöde från Kattån som avvattnar Hägnasjön. Vid provfiske har abborre, lake, mört, signalkräfta och bäcköring fångats i Kattån både upp- och nedströms sjön.

## Delavrinningsområde
Sågeviksdammen ingår i det delavrinningsområde (639703-138352) som SMHI kallar för Mynnar i Nissan. Medelhöjden är 253 meter över havet och ytan är 37,15 kvadratkilometer. Det finns inga delavrinningsområden uppströms utan avrinningsområdet är högsta punkten. Lillån som avvattnar avrinningsområdet har biflödesordning 2, vilket innebär att vattnet flödar genom totalt 2 vattendrag innan det når havet efter 178 kilometer. Delavrinningsområdet består mestadels av skog (70 %) och sankmarker (11 %). Avrinningsområdet har 1,06 kvadratkilometer vattenytor vilket ger avrinningsområdet en sjöprocent på 2,9 %.